# Magyarosuchus fitosi
Magyarosuchus fitosi — викопний вид морських крокодилів з вимерлого підряду Талатозухії (Thalattosuchia).

## Історія відкриття
Рештки крокодила знайдені у 1996 році на північному заході Угорщини. Було виявлено нижню щелепу, спинний хребет з ребрами, фрагменти задніх кінцівок та хвоста. Після вивчення решток, у 2018 році описано нові вид та рід вимерлих крокодилів.

## Назва
Родова назва Magyarosuchus перекладається як «угорський крокодил». Видова назва М. fitosi вшановує угорського палеонтолога Аттілу Фітоса.

## Опис
Крокодил завдовжки до 5 м. У нього були великі гострі зуби для захоплення здобичі. На спині і животі був закостенілий панцир, а кінцівки пристосовані для пересування по суші. Хвіст, який схожий на хвіст дельфіна, призначений для плавання.